# Берег Принца Харальда
Бе́рег При́нца Ха́ральда (англ. Prince Harald Coast, норв. Prins Harald Kyst) — часть побережья Земли Королевы Мод в Восточной Антарктиде, лежащая между 34° и 40° восточной долготы. Омывается водами залива Лютцов-Хольм моря Космонавтов.
Краевая зона материкового ледникового щита в этом районе заканчивается у моря отвесными ледяными обрывами. Выходы коренных пород встречаются редко, в виде нунатаков. Поверхность ледникового щита круто поднимается в сторону материка и на расстоянии 50—60 км от берега достигает высоты 1000 м.
Берег был открыт в феврале 1937 года норвежской экспедицией Ларса Кристенсена и назван в честь новорождённого норвежского принца Харальда, ныне короля Норвегии. С 1957 года здесь действует японская полярная станция Сёва.